# Tembuku (plaats)
Tembuku is een bestuurslaag in het regentschap Bangli van de provincie Bali, Indonesië. Tembuku telt 4171 inwoners (volkstelling 2010).